# エヴァ・ソネット
エヴァ・ソネット（Ewa Sonnet、本名：Beata Kornelia Dąbrowska、1985年3月8日 - ）は巨乳が評判のポーランドのモデル／ポップス歌手。リブニク生まれ。

## 経歴
高校卒業後スカウトを受け、モデルの道へ進む。2003年末、欧州と米国で有名なポーランドのウェブサイトBusty.plにて彼女の画像とビデオがトップレス姿と僅かに全裸で配信された。彼女はその美貌と極めて大きな天然の胸（36EE）によって知られた。
2005年11月、彼女はポーランドのCKM誌にトップレスで登場した。これが雑誌での初めての登場であった。CMKのインタビューでは彼女は自分の胸が完全に天然であると述べた。2006年11月および2007年にも同誌に登場している。
2005年12月11日、テレビ番組に初出演、PolsatのKuba Wojewódzkiにて司会のKuba Wojewódzkiはいつから彼女の胸が速く大きくなったのか尋ねたのに対し、4年生と答えた。また、新しいアルバムNielegalnaの宣伝のためにテレビ出演した。
2006年1月、エヴァはポーランド全国でコンサートを始めた。同年10月、最初のアルバムNielgalna（「非合法」の意）を発表。ミュージシャンとしての活動を開始して以来、広い支持を受けて雑誌やテレビでの特集がなされ、同年3月にはサンフランシスコ大学ラジオ放送局KUSFのインタビューを受けた。
2007年9月にはポーランドのテレビ番組Gwiazdy Tańczą na Lodzie（Dancing on Ice）でウカシュ・ウジヴィアク（Łukasz Jóźwiak）をアイスダンスのパートナーとしたが、Przemysław BabiarzとMichaela Krutskaのペアに負けて僅か2週間で降板した。

## ディスコグラフィー

### アルバム
- 2006 Nielegalna (Illegal)
- 2007 Hypnotiq

### シングル
- 2005 ...I R'n'B (...and R'n'B)
- 2005 ...I R'n'B (More Booty Mix)
- 2005 Tell Me Why
- 2005 C'est La Vie
- 2006 Niech Ta Noc Nie Kończy Się (Blackbeat RMX)
- 2006 Nie zatrzymasz mnie (You won't stop me)
- 2007 Cry Cry